# Ушаково (Черняховский район)
Ушаково (до 1946 — Прегелау (нем. Pregelau)) — посёлок в Черняховском районе Калининградской области. 

## География
Посёлок расположен на берегу реки Преголя в 24 км на запад от Черняховска.

## История
На месте современного посёлка Ушаково существовало два населённых пункта Куткемен (нем. Kutkehmen) и Штаблакен (нем. Stablacken).
Куткемен был основан еще в 1420 году как Кудекайм. 6 ноября 1722 года посёлок перешел во владение принца Леопольда Ангальт-Дессау. 11 марта 1874 года Куткемен был включен в состав недавно созданного сельского округа Норкиттен, входившего в состав района Инстербург административного округа Гумбиннен прусской провинции Восточная Пруссия. В 1910 году в Куткемене был зарегистрирован 141 житель.
Время основания деревни Штаблакен неизвестно. 24 июля 1727 года принц Ангальт-Дессау Леопольд купил городское поместье Штаблакен. Посёлок Штаблакен сгорел дотла 30 августа 1757 года во время битвы при Гросс-Егерсдорфе и не был восстановлен. В 1874 году Штаблакен присоединился к недавно созданному административному округу Пушдорф. В 1910 году в Штаблакене проживало 217 жителей. 17 октября 1928 года произошло слияние имения Куткемен и деревни Штаблакен в новый населённый пункт Прегелау, который до 1945 года входил в состав сельского округа Пушдорф.
В результате Второй мировой войны Прегелау вместе с северной частью Восточной Пруссии перешел к Советскому Союзу. В 1947 году населенный пункт получил русское название Ушаково и был отнесен к Междуреченскому сельскому совету Черняховского района, а после его упразднения в 1961 году вошел в Бережковский Сельский совет. С 2008 по 2015 год Ушаково входило в состав Свободненского сельского поселения, с 2022 года — в Черняховский муниципальный округ.

## Население
| 1910 | 1933 | 1939 | 2002 | 2010 |
| ---- | ---- | ---- | ---- | ---- |
| 217  | ↗377 | ↘342 | ↘162 | ↘156 |